# Geo A. Schmidt
Geo A. Schmidt, bürgerlich Georg Albert Ferdinand Schmidt (geb. 10. Juli 1870 in Reppen, Provinz Brandenburg; gest. 26. Juni 1943 in Berlin), war ein deutscher Kolonialbeamter. Während seiner Zeit als Bezirksleiter in Deutsch-Togo von 1900 bis 1904 errichtete er eine Gewaltherrschaft. Sein Vorgehen wurde zu einem Kolonialskandal in den 1900er Jahren.

## Leben
Schmidt stammte aus einer bürgerlichen und adeligen Familie; seine Mutter entstammte der Adelsfamilie Hertzberg und sein Vater war Oberförster. Er besuchte das Joachimsthalsche Gymnasium in Berlin und studierte anschließend Forstwissenschaft und Landwirtschaft. Von 1895 bis 1899 leitete er eine Teeplantage in Britisch-Indien. Der Kolonialist Carl Peters war ein Bekannter Schmidts. 1899 begann er, als Kolonialbeamter zu arbeiten, und ab 1900 war er Stationsvorsteher in Atakpame in Deutsch-Togo.
Die Steyler Missionare in Atakpame, darunter der Pfarrer Franz Müller, kritisierten und widersetzten sich Schmidt mehrfach. Müller reichte ab 1900 und verstärkt ab 1902 Klagen aufgrund von Gewaltherrschaft und Vergewaltigungen gegen Schmidt ein. Die Mission klagte unter anderem die Vergewaltigung des 1902 zwischen 12 und 14 Jahre alten Mädchens Adjaro Nyakuda an, das Schmidt 1901 verhaften ließ, weil es illegal Kautschuk erntete. Als sich im Sommer 1903 die lokale Bevölkerung gegen Schmidt zur Wehr setzte, bestrafte er diese mit so starken Prügelstrafen, dass manche ums Leben kamen. Auch Plünderungen und Verwüstungen von Dörfern gab er in Auftrag.
Im August 1902 legte Chief Kukowina mit Hilfe des afrobrasilianischen Kaufmanns Octaviano Olympio Beschwerde gegen Schmidt beim Gouverneur des Togo, Woldemar Horn, ein. Schmidt verhaftete Kukowina daraufhin. Dieser kam erst wieder im November 1902 frei, nachdem sich Horn für ihn eingesetzt hatte, und starb kurz danach vermutlich infolge der Haftbedingungen. Die Klagen gegen Schmidt wurden nicht verfolgt.
Wie Gaston Thierry und Friedrich Rigler, zwei andere Stationsleiter, die in Deutsch-Togoland aus ähnlichen Gründen nicht mehr erwünscht waren, wurde Schmidt 1904 nach Kamerun versetzt. Er wurde Stationsleiter in Edéa und leitete u. a. im Jahr 1905 eine Expedition gegen Bakoko-Gesellschaften südlich des Sanaga (sog. „Ndogotindi Expedition“). Während dieses militärischen Zuges ließ er Dörfer niederbrennen und viele Einheimische gefangen nehmen.
Am 3. Dezember 1906 machte Hermann Roeren, Abgeordneter der Deutschen Zentrumspartei, den Atakpame-Skandal im Reichstag öffentlich und wandte sich gegen die deutsche Kolonialpolitik. Sein Parteikollege Matthias Erzberger sowie der Sozialdemokrat August Bebel schlossen sich der Kritik an. Unter dem Titel Schmidt gegen Roeren. Unter dem kaudinischen Joch. Ein Kampf um Recht und Ehre publizierte Schmidt 1907 eine Rechtfertigung als Antwort auf Roerens Vorwürfe.
Schmidt geriet 1916 in belgische Kriegsgefangenschaft und wurde im Dezember 1917 ausgetauscht. Von 1919 bis 1924 arbeitete er an der deutschen Gesandtschaft in Mexiko. Ab 1926 war er Geschäftsführer des Kolonialwirtschaftlichen Komitees in Berlin und wurde 1942 dessen Vorsitzender.

## Schriften (Auswahl)
- Mexiko. Berlin, 1921